# جوستين دوبونت
جوستين دوبونت (بالفرنسية: Justine Dupont)‏ هي مركمجة فرنسية، ولدت في 27 أغسطس 1991 في بوردو في فرنسا.

## وصلات خارجية
- جوستين دوبونت على موقع الرابطة العالمية لركوب الأمواج (الإنجليزية)